# C.mEE
C.mEE (* 1990; bürgerlich Simon Kessler) ist ein Rapper aus dem Kanton Schwyz.

## Musik
Seine Texte reichen von nachdenklich über ironisch bis zu Clubsongs. Nebst seinen Alben veröffentlicht er auch Gratissongs auf seiner Webseite. Der wohl bekannteste Gratissong von C.mEE ist Miller, Jack & Jägi (2010), ein Remix von Beamer, Benz, or Bentley, auf welchem er von Al P. gefeaturet wird.

## Biografie
C.mEE begann seine Karriere in der Hardcore-Band Razorblade als Leadsänger. Nach ca. 30 Konzerten in der ganzen Schweiz, löste sich die Band 2007 auf. Der damals 17-jährige C.mEE begann daraufhin mit der Rapmusik und veröffentlichte 2008 sein SeeMe Mixtape. Es folgten das gratis Album Ich gseh nur vo wiitem geil us!, das Debütalbum [Ã] sowie die EP Operation Megaphon, welche er zusammen mit Phumaso&Smack aufnahm. An der Slangnacht 2012 gewann er den Swiss Hip Hop Music Award als bester Newcomer sowie zusammen mit Phumaso & Smack als beste Rap Combo.

## Erfolge
Als erster Musiker überhaupt erreichte C.mEE 2012 mit einem digital only Album eine Platzierung in den Schweizer Albumcharts. Mit dem Kollabo Album Operation Megaphone erreichten C.mEE, Phumaso & Smack Platz 16 in den CH Charts.

## Diskografie
- 2008: SeeMe Mixtape (bdd)
- 2010: Ich gseh nur vo wiitem geil us! (bdd)
- 2012: [Ã] (bdd)
- 2012: Operation Megaphon (bdd) (zusammen mit Phumaso&Smack)
- 2013: ShitstormSZ
- 2014: Mittwuch Nami (Möchtegang)
- 2016: Campione
- 2018/2019: Zwüsched Übel und 5 Sterne, Irgendöppis Anders, D Welt machst möglich, ichdawodu

## Featurings
- 2008: Local Player Reflexion, Smagoo (Rappartment)
- 2009: Startschuss Endspurt RMX Post Scriptum, Phumaso&Smack (WTG / Sekond Musig)
- 2010: Ich übernimme besser isches, Phumaso&Smack (WTG / Sekond Musig)
- 2011: Autogramm Artikel 16, Phumaso&Smack (WTG / Sekond Musig)
- 2012: Immer noch de Glich Fresh And Unknown, Horscht (Euphorie Records / Nation Music)[3]
- 2013: eyes of a stranger feat. lily yellow Update 2, SAD (Sound Service)
- 2013: kei Respekt mier macheds, Fratelli-B (telli records)
- 2013: nimm mi mit feat. GNM Wurzle & Chrone, Phumaso & Smack (bdd)
- 2013: Maybelline, Wurzle & Chrone, Phumaso & Smack (bdd)